# Cryptothecia
Cryptothecia es un género de hongos liquenizados en la familia Arthoniaceae.  De apariencia blanca a verdosa crostosa que crece sobre corteza, madera u hojas en zonas tropicales o subtropicales de todo el mundo. Posee un protalo conspicuo que se desarrolla en su periferia, el cual en algunas especies es color rojo intenso. Su cuerpo vegetativo (talo) carece de córtex (denominado ecorticado y a menudo se encuentra inmerso en el sustrato o bisoide (esponjoso, como lana cardada). La médula es blanca, bien definida, y a menudo salpicada con cristales de oxalato de calcio. Las ascomata no se encuentran bien definidas, siendo cojines de micelio blanco suave inmersos un el tejido medular, de allí su nombre griego “krypto” = “esconder” y “theke” = “un contenedor o cubierta”. Según una fuente existen unas 45 especies descritas en este género, y según otra contiene unas 75 especies. Contiene Trentepohlia, un alga verde como fotobionte ).
Se han descrito dos especies en América del Norte. Por lo menos una especie, Cryptothecia rubrocincta, ha sido utilizada en Brasil para obtener tintura.

## Galería

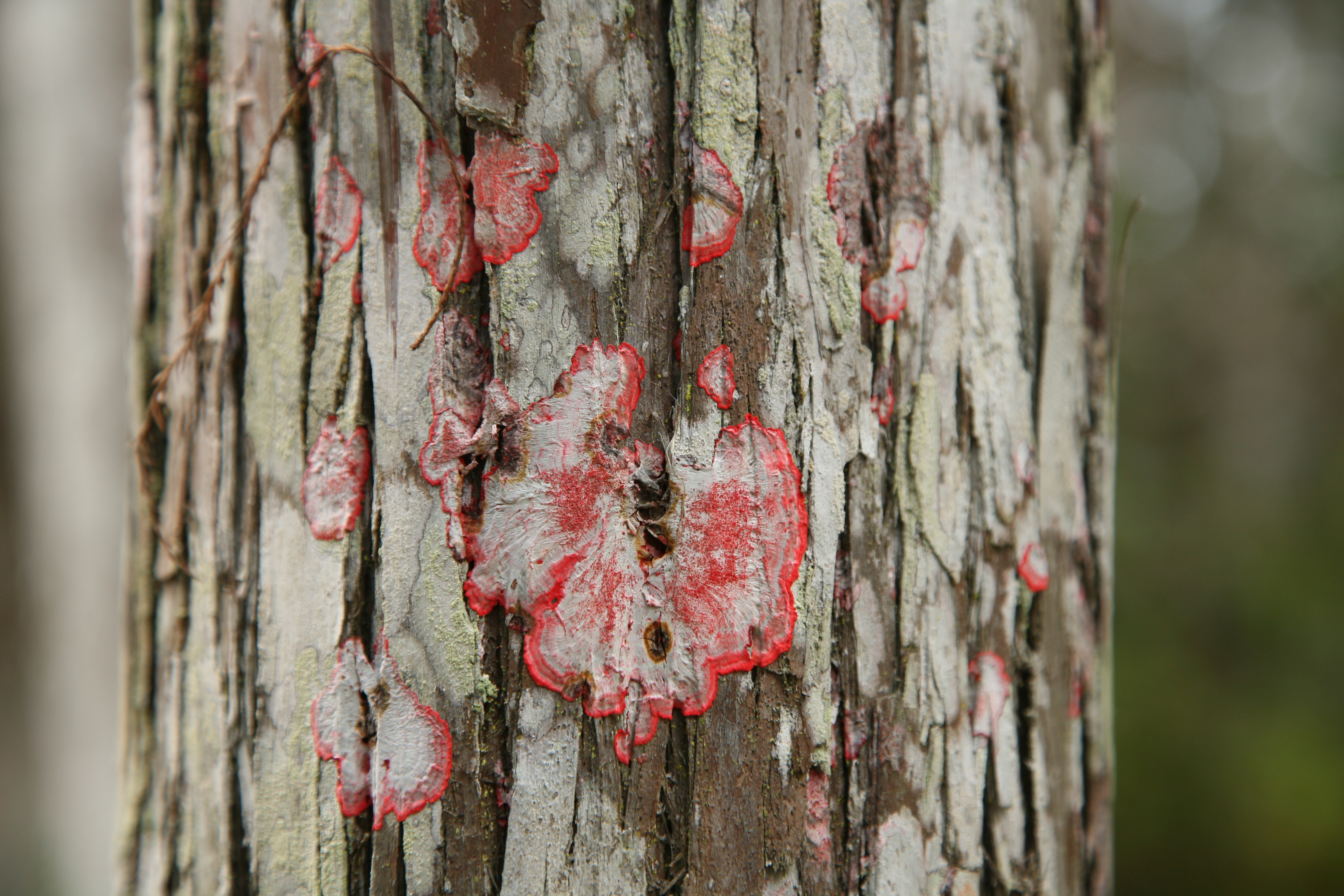
Ejemplar de Cryptothecia rubrocincta